# Benjamin Kennicott
Benjamin Kennicott
Benjamin Kennicott FRS (Totnes condado de Devon, 4 de abril de 1718 — Oxford, 18 de setembro de 1783), foi um cônego e hebraico inglês.

## Trajectória
Sucedeu ao seu pai como mestre de uma escola de caridade, mas a generosidade de alguns amigos facilitou que tivera hipótese de formar-se em melhores condições. Assim, conseguiu ir ao Wadham College da universidade de Oxford em 1744, onde se distinguiu em hebraico e divindade. Enquanto estudava publicou duas dissertações: On the Tree of Life in Paradise, with some Observations on the Fall of Man, e On the Oblations of Cain and Abel que lhe outorgaram o acesso à licenciatura antes do prazo legal.
Em 1747 Kennicott foi eleito como sócio do Exeter College, de Oxford, e em 1750 conseguiu o equivalente ao mestrado e, pouco depois, em 1753, converteu-se em reitor da universidade de Culham, em Oxfordshire.  Em 1761, recebeu o doutoramento em Divindade em Oxford, pelo que recebeu da coroa uma pensão de 200£,  e em 1764 foi nomeado sócio da Royal Society, e em 1767 foi curador da Biblioteca Radcliffe e comprou um manuscrito hebraico que posteriormente foi conhecido como Bíblia Kennicott.
Também foi cônego da Igreja de Cristo em Oxford (1770-1783), de credo anglicano.
Casou em 1771 Kennicott com Ann Chamberlayne, irmã de Edward Chamberlayne, funcionário do Tesouro, e cunhada de William Hayward Roberts. Ela sobreviveu-o muitos anos pois morreu em 1831, e por meio da poetisa Hannah More conheceu a Hugh Nicholas Pearson e, influenciada pela sua fé, deixou as propriedades de Chamberlayne, em Norfolk, para dotar as duas bolsas de ajuda para estudos hebraicos e continuar os trabalhos de Kennicott.

## Obra
A principal obra de Kennicott  é o Vetus Testamentum hebraicum cum variis lectionibus (editado em 2 volumes entre 1776–1780). Antes de que realizá-la, escrevera duas dissertações intituladas The State of the Printed Hebrew Text of the Old Testament considered publicadas respectivamente em 1753 e 1759, pensadas para combater as ideias contemporâneas sobre a "integridade absoluta" do texto hebraico recebido.
A primeira contém uma comparação entre o Livro de Crónicas XI e dois Livros de Samuel, o V e o XIII, e observações em setenta manuscritos, com um extracto de erros e várias leituras. Na segunda, defende as reclamações do Pentateuco samaritano, ataca as correcções das cópias impressas da tradução do aramaico e dá conta de manuscritos hebraicos da Bíblia que se conhecem e cataloga cem manuscritos preservados no Museu Britânico e nas bibliotecas de Oxford e Cambridge.

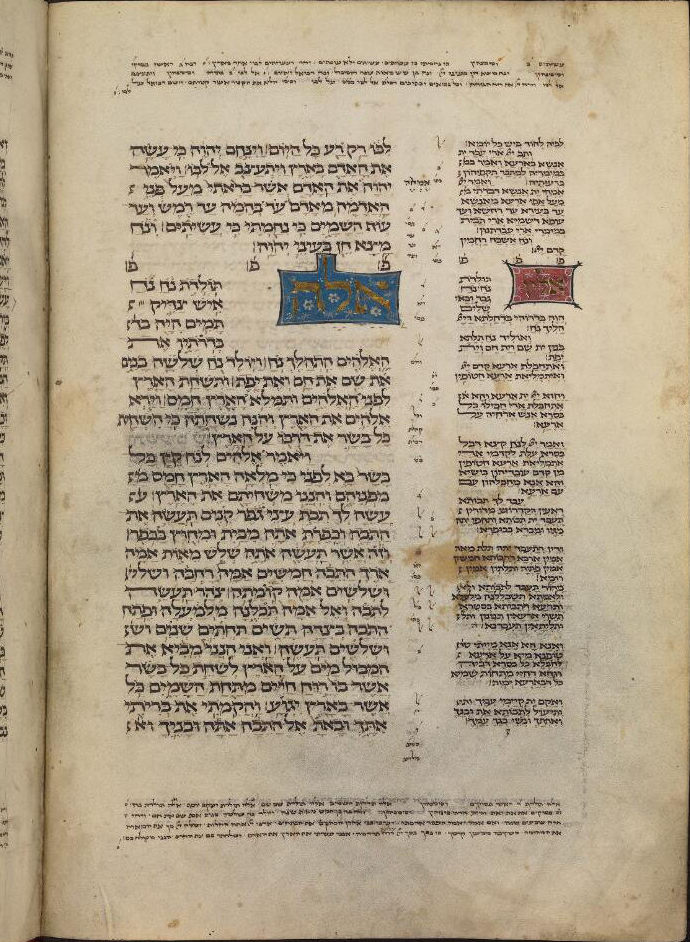
Página de uma Bíblia hebreia, datada em 1299, na colecção Kennicott

Em 1760, Kennicott publicou uma proposta para recompilar todos os manuscritos hebreus anteriores à data da invenção da prensa. Conseguiram-se subscrição por um total de 10 000£ e contou com a participação de muitos eruditos, entre os que destacou Bruns de Helmstadt que foi especialmente útil para os manuscritos na Alemanha, Suíça e Itália. Entre 1760 e 1769 realizaram-se dez relatórios anuais do progresso do trabalho realizado; ao todo, recompilaram-se 615 manuscritos hebraicos e 52 edições impressas da Bíblia completas ou parciais e também se conseguiram (a miúdo de modo superficial) citações do Talmud. Tudo isso, fez parte da sua principal obra já citada, Vetus Testamentum hebraicum cum variis lectionibus.
Os materiais assim recolhidos, uma vez ordenados e dispostos para imprimir superaram os 30 volumes. O texto que se imprimiu foi o de Everard Van der Hooght, ainda que se acrescentaram outras leituras ao rodapé da página. O pentateuco samaritano imprimiu-se ao lado do hebraico em colunas paralelas. A Dissertatio generalis, anexa ao segundo volume, contém um reconto dos manuscritos recompilados e também uma revisão do texto hebraico dividido em períodos, e começando com a formação do canon hebraico trás o regresso dos judeus do exílio.
O grande trabalho de Kennicott foi, em verdadeiro sentido, um insucesso e foi bastante criticado por não proporcionar nenhum material de valor para a correcção do texto recebido, e ao ignorar os pontos vocálicos passou por alto aspectos nos que algum resultado (não só gramatical, se não importante) poderia ter-se derivado da compilação dos manuscritos massoréticos e também por valorar a estes menos que o pentateuco samaritano.
Porém tanto as críticas à obra de Kennecott como a posterior publicação das Variae lectiones de Giovanni Bernardo De Rossi, sim foram importantes por mostrar que todos os manuscritos hebraicos do Antigo Testamento, qualquer que foram as suas semelhanças e diferenças, foram o resultado de um processo de edição na antiguidade que protege ao texto original da investigação, excepto indirectamente por meio do estudo de versões e citações. Também demonstrou a escassa importância das variações nos textos massoréticos. A descoberta dos Rolos ou Manuscritos do Mar Morto, rematou com o monopólio da transmissão do Texto Massorético.

## A bolsa de ajuda Kennicott
As tarefas de Kennicott foram perpetuadas pela sua viúva quem criou duas bolsas universitárias em Oxford para o estudo de hebraico. O fundo originalmente consistiu nuns ingressos de 200£ por ano. Hoje consiste numa bolsa pós-doutoral para um investigador em hebraico antigo, na Bíblia hebraica ou temas relacionados.
A bolsa, inicialmente, era concedida a estudantes doutorais para passar a apoiar ao professorado do momento. Entre outros, conseguiram a bolsa hebraístas clássicos como Samuel Rolles Driver ou actuais como Katherine Southwood, Daniel Falk.  Desde 2008, o valor da bolsa de ajuda Kennicott superava as 19 000 £.